# Gascoyne

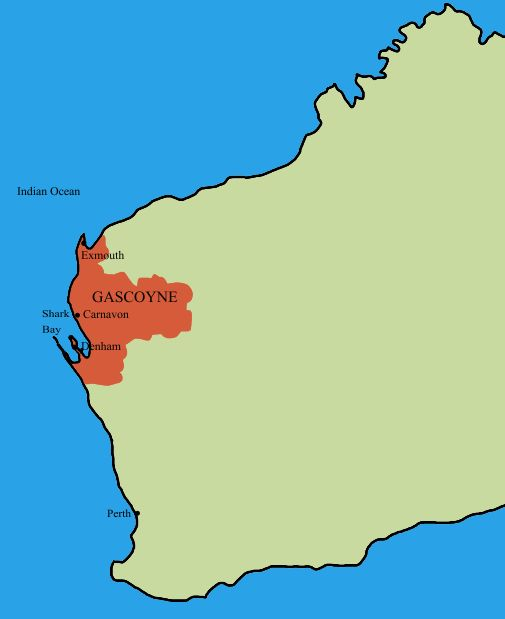
Ubicación de Gascoyne en Australia Occidental

La región de Gascoyne es una de las nueve regiones del estado australiano de Australia Occidental. Está ubicada en la costa noroeste del estado, e incluye las áreas de gobierno local de Carnarvon, Exmouth, Shark Bay y Upper Gascoyne. Gascoyne cuenta con unos 600 km de costa en el océano Índico, y se extiende unos 500 km hacia el interior; en su totalidad cuenta con una extensión de 138 000 km² (incluidas las islas).

## Población
Gascoyne tiene la menor población y la menor densidad poblacional de todas las regiones de Australia Occidental, con una población de aproximadamente 9 277 personas. La mayoría de los residentes son no-aborígenes nacidos en Australia (74 %). Algo menos de la mitad viven en Carnarvon (4 426 habitantes), en donde los residentes de ascendencia aborigen representan un 18 % de la población. Otras localidades importantes son Exmouth, Denham, Gascoyne Junction y Coral Bay.

## Clima

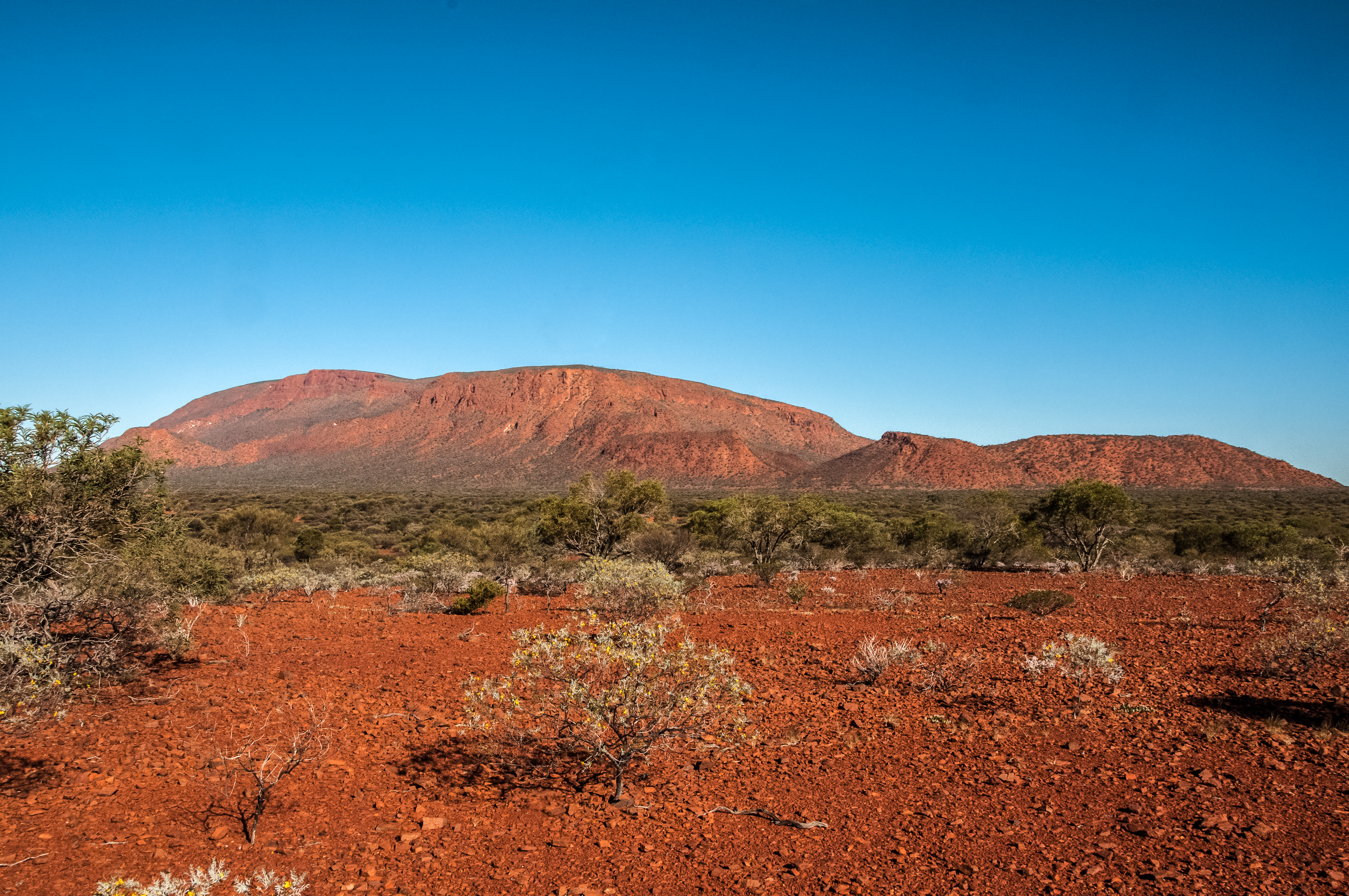
Monte Augustus visto a lo lejos.

La región de Gascoyne cuenta con un clima tropical árido. Generalmente es cálida durante todo el año, con temperaturas diarias promedio que van desde los 22 grados centígrados en julio hasta los 35 °C en enero. La región recibe aproximadamente 320 días de rayos solares por año. La precipitación anual es baja y variable, con un promedio de 200 mm, gran parte de la cual ocurre como resultado de la actividad ciclónica. Debido a su clima semiárido, gran parte de Gascoyne está cubierto por arbustos, principalmente spinifex y mulga, y muy pocos árboles.

## Economía
La horticultura es la industria más importante de la región. A orillas del río Gascoyne se cultivan bananas, tomates, uvas, mangos y otras variedades de verduras. Las ventajas climáticas permiten a los agricultores cubrir la demanda local y realizar exportaciones cuando los productos no están en temporada.
La pesca también es una industria muy importante. Existen centros pesqueros en Carnarvon y Exmouth en donde se pescan camarones, vieira y otros peces de mar adentro. En cuanto a la minería, se extrae aljez y sal en el Lago MacLeod, al norte de Carnarvon.
La ganadería fue históricamente importante, pero ya no es un factor importante en la economía. No obstante, aún es el uso más común de la tierra: hasta 1994, el 85 % de la tierra en Gascoyne estaba cubierta por terreno para la ganadería.

## Historia
Antes de su descubrimiento por parte de los europeos, Gascoyne había estado habitada por aborígenes australianos durante miles de años. El primer europeo en desembarcar en la región fue Dirk Hartog en 1616; otros exploradores importantes de esa época que visitaron la región fueron Willem Jansz, William Dampier, Nicolas Baudin y Phillip King.
En 1839, George Grey exploró la zona y bautizó el río Gascoyne en honor al Capitán John Gascoyne, hijo de Bamber Gascoyne, Señor Comisionado del Almirantazgo. El Capitán Gascoyne era miembro del comité de la Sociedad Misonera de Australia Occidental con sede en Londres y miembro de la Asociación de Londres para la Protección de los Intereses de la Colonia.
La Bahía Shark se convirtió en el primer lugar de la industria de perlas de Australia en la década de 1850. En 1858 Francis Gregory exploró la región y después la publicitó como una zona muy favorable para la ganadería. Los primeros asentamientos llegaron a finales de la década de 1860, y el pueblo de Carnarvon fue incorporado en 1883.